# Dean Gallery
La Dean Gallery è una galleria d'arte a Edimburgo (Scozia) e forma parte delle Gallerie Nazionali della Scozia, in particolare della Scottish National Gallery of Modern Art. È stata inaugurata nel 1999 ed è posta di fronte alla Scottish National Gallery of Modern Art, con la quale è appunto associata. Nel 2011 i due edifici sono stati rinominati rispettivamente "Modern Art Two" e "Modern Art One".  Il palazzo originariamente era un orfanotrofio, disegnato nel 1830 dall'architetto scozzese Thomas Hamilton. La conversione della struttura in galleria è stata progettata dall'architetto Terry Farrell.  Dalla sua apertura ha ospitato il Lascito Paolozzi, collezione di opere dell'artista italo-scozzese Sir Eduardo Paolozzi, che ha donato alla Galleria di Arte Moderna succitata nel 1994. Ospita inoltre un'ampia collezione di arte e letteratura dadaista e surrealista.
La Galleria viene spesso usata per mostre temporanee. Una selezione di opere appare sul sito ufficiale internet.